# El Museo del Oro
El Museo del Oro (på dansk Guldmuseet) er et museum, der ligger i Colombias hovedstad Bogotá, der blev grundlagt i 1939. Museet rummer en samling af præcomumbiansk guld og andre metallegeringer, som Tumbaga, og det rummeer den største samling af guldgenstande i verden i sine udstillingslokaler på anden og tredje sal. Derudover findes keramik, sten, skaller, træ og tekstilgenstande fremstillet af de oprindelige indbyggere i landet inden den spanske erobring af Amerika.
Museet er en af de mest besøgte turistattraktioner i landet med omkring 500.000 besøgende om året.